# 정민 (배우)
정민(본명: 정준오, 1977년 5월 19일 ~ )은 대한민국의 배우이다.

## 학력
- 서울신명초등학교
- 배재고등학교
- 단국대학교 연극영화학과

## 관련 이야기
1996년 영화 '아버지'로 데뷔하였다. 2004년 군에 입대한 정민은 연예 병사를 마다하고 경기도 파주시에 있는 포병부대에서 24개월간의 현역 군 복무를 마치고 2006년 11월 8일 제대했다.
정민은 2008년 10월 27일 방송된 KBS 2TV ‘미녀들의 수다’(미수다)에서 “감독님한테 연기연습에 욕이 들어가면 자연스러운 연기가 나온다는 말을 들은 적이 있다”며 “그 뒤로 연기 연습할 때면 항상 욕과 섞어서 연습한다”고 솔직히 고백하기도 했다.
자살로 생을 마감한 최진영과는 호형호제하는 절친한 사이였다. 최진영과 KBS 드라마 '사랑해도 괜찮아'에 함께 출연한 바 있는 정민은 “정말 힘들 때 함께 있어주지 못한 것이 미안하다. 더 이상 외롭지 않게 잘 살라”며 눈물을 흘렸다.

## 출연작

### 드라마
- 2017년 웹드라마 《굿바이데이 420》
- 2015년 MBC 드라마넷 《태양의 도시》 ... 소우진 역
- 2011년 SBS 《내일이 오면》 ... 지호 역
- 2008년 KBS2 《돌아온 뚝배기》 ... 김광호 역
- 2007년 SBS 《날아오르다》 ... 박준우 역
- 2007년 KBS2 《사랑해도 괜찮아》 ... 안하웅 역
- 2004년 KBS2 《북경 내 사랑》
- 2003년 SBS 《압구정 종갓집》 ... 백민 역
- 2003년 MBC 《내 인생의 콩깍지》 ... 정성민 역
- 2002년 KBS2 《골목 안 사람들》 ... 정택주 역
- 2002년 SBS 《명랑소녀 성공기》 ... 조영찬 역
- 2001년 KBS2 《쌍둥이네》
- 2001년 KBS2 《꽃밭에서》 ... 도원표 역
- 1999년 SBS 《카이스트》 ... 최재명 역
- 1999년 MBC 《마음이 고와야지》 ... 이대세 역
- 1998년 KBS2 《맨발의 청춘》
- 1997년 MBC 《남자 셋 여자 셋》

### 영화
- 2014년 《열애》 ... 동우 역
- 2002년 《색즉시공》 ... 함상욱 역
- 2000년 《찍히면 죽는다》 ... 종호 역
- 1997년 《아버지》 ... 희원 역

### 방송
- 2008년 MBC 에브리원 《이경규의 복불복쇼》